# Kalników (gromada)
Kalników – dawna gromada, czyli najmniejsza jednostka podziału terytorialnego Polskiej Rzeczypospolitej Ludowej w latach 1954–1972.
Gromady, z gromadzkimi radami narodowymi (GRN) jako organami władzy najniższego stopnia na wsi, funkcjonowały od reformy reorganizującej administrację wiejską przeprowadzonej jesienią 1954 do momentu ich zniesienia z dniem 1 stycznia 1973, tym samym wypierając organizację gminną w latach 1954–1972.
Gromadę Kalników z siedzibą GRN w Kalnikowie utworzono – jako jedną z 8759 gromad na obszarze Polski – w powiecie przemyskim w woj. rzeszowskim na mocy uchwały nr 30/54 WRN w Rzeszowie z dnia 5 października 1954. W skład jednostki weszły obszary dotychczasowych gromad Kalników i Starzawa ze zniesionej gminy Stubno w powiecie przemyskim oraz obszar dotychczasowej gromady Hruszowice ze zniesionej gminy Młyny w powiecie jarosławskim w tymże województwie. 
13 listopada 1954 gromada weszła w skład nowo utworzonego powiatu radymniańskiego, gdzie ustalono dla niej 15 członków gromadzkiej rady narodowej.
31 grudnia 1961, w związku ze zlikwidowaniem powiatu radymniańskiego gromadę włączono z powrotem do powiatu przemyskiego w tymże województwie.
W 1971 roku gromada Kalników liczyła 1829 mieszkańców, zamieszkujących miejscowości: Hruszowice (350), Kalników (1314) i Starzawa (165).
Gromada przetrwała do końca 1972 roku, czyli do kolejnej reformy gminnej.